# Hra na schovávanou
Hra na schovávanou (Na schovku) je populární dětská hra. Hru hrají děti po celém světě (např. Hide and Seek anglicky, jeu de cache-cache francouzsky).
Výraz se často užívá i v přeneseném významu (např. divadelní hra Olgy Scheinpflugové Hra na schovávanou z roku 1939 nebo americko–německý film Hra na schovávanou z roku 2005). Na schovávanou se též nazývají různé stolní hry nebo obrázkové knihy pro nejmenší.

## Popis hry
Účelem hry je schovat se tak, aby vybraný hledající schovaného nenašel a naopak schovaný se dostal na místo („pikolu“), kde hledající na začátku se zavřenýma očima odpočítával předem smluvené číslo, zbytek zúčastněných se za dobu jeho počítání musí schovat a hledající až dokončí odpočet (…končící slovy: „Před pikolou za pikolou nikdo nesmí stát nebo nebudu hrát“) se vypraví hledat schované. Schovaní se snaží dostat nepozorovaně k pikole, aby je ale hledající neviděl. Tedy vidí-li hledající schovaného běží ho „zapikat“, tím že se dostane k pikole dříve než schovaný (obvykle pronese: „Deset dvacet, jméno schovaného“).

## Varianty hry
Hráč, který je hledajícím ve své skrýši objeven, mu pomáhá s hledáním ostatních (zrychlení hry).